# Wełnianka Scheuchzera

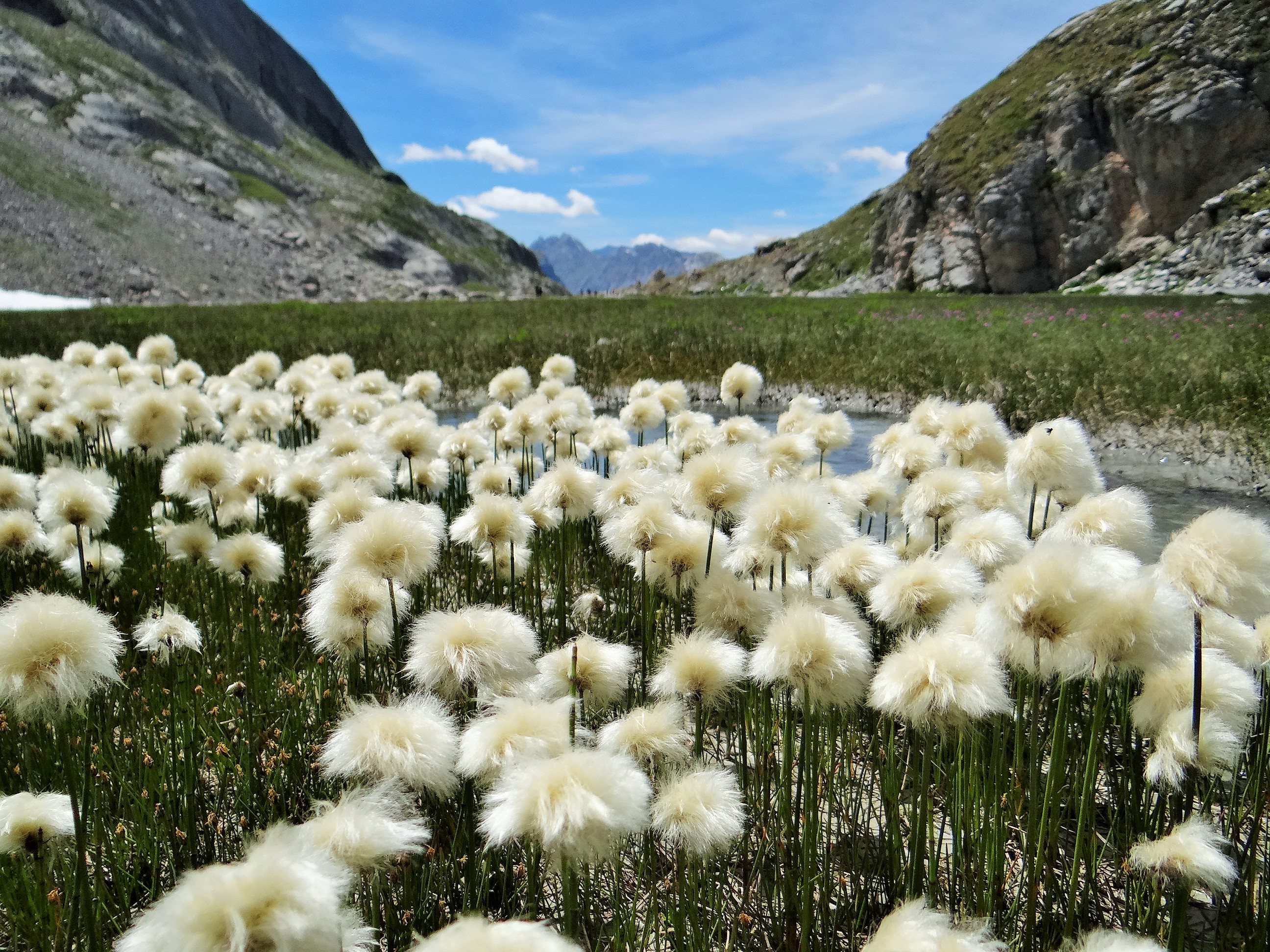

Wełnianka Scheuchzera (Eriophorum scheuchzeri) – gatunek rośliny górskiej z rodziny ciborowatych o rozprzestrzenieniu subborealnym i subarktycznym. Występuje na arktycznych i umiarkowanie chłodnych terenach górskich w Europie, Azji i Ameryce Północnej. Spotykana na Alasce, w północnej Kanadzie wraz z jej arktycznymi wyspami, na Grenlandii i na Islandii. Rośnie w niektórych pasmach górskich północnej Azji oraz w masywie Daisetsuzan na japońskiej wyspie Hokkaido. W Europie częsta w Alpach, rzadsza w Apeninach. W Polsce nie stwierdzony.

## Morfologia
PokrójRoślina wieloletnia, tworząca murawy, o łodygach walcowatych, 5–35 cm długości i ok. 1 mm szerokości. Wyrastają one z pełzającego kłącza pojedynczo lub w kępkach po kilka.
KwiatyNiepozorne, z łuskowatym lub szczeciniastym okwiatem. Okres kwitnienia: od czerwca do sierpnia.
OwoceSkupione w pojedynczym, niemal kulistym, zawsze wzniesionym kłosku o długości 8–12 mm i o białych i wełnistych włoskach 1,5–3 cm długości, które tworzą okazałe pompony.
Gatunki podobnePrzypomina wełniankę pochwowatą (E. vaginatum). Ta jednak ma bardziej gęste kępy, a jej kłosy są większe i podługowato-jajowate.

## Siedlisko
Porasta wilgotne gleby, łąki bagienne i torfowiskowe, na wysokościach 1500–2800 m n.p.m.